# Nakuru County
Nakuru County (bis 2010 Nakuru District) ist ein County in Kenia. Die Hauptstadt des Countys ist Nakuru, benachbarte Städte sind Lanet und Njoro. Mit 2.162.202 Einwohnern (2019) ist es, gemessen an der Bevölkerung, nach Nairobi County und Kiambu County das drittgrößte County des Landes.

## Geografie
Das Nakuru County hat eine Fläche von 7509,5 km². Die Region ist landwirtschaftlich geprägt. Lanet ist etwa 10 km von Nakuru entfernt und besteht hauptsächlich aus einem Wohngebiet und einem Militärstützpunkt. Das 20 km von Nakuru entfernte Njoro ist eine Kleinstadt, in der die Egerton University ihren Hauptsitz hat.
Zu den Sehenswürdigkeiten zählen der Nakurusee im Lake-Nakuru-Nationalpark sowie der Menengai-Krater, ein erloschener Vulkan, der 2490 m hoch ist.